# (12553) Aaronritter
(12553) Aaronritter es un asteroide perteneciente al cinturón de asteroides, descubierto el 17 de agosto de 1998 por el equipo del Lincoln Near-Earth Asteroid Research desde el Laboratorio Lincoln, Socorro, Nuevo México.

## Designación y nombre
Aaronritter se designó inicialmente como 1998 QZ46.
Más adelante, en 2002 fue nombrado  por Aaron M. Ritter (n. 1986) quien fue finalista de la Feria Internacional de Ciencias e Ingeniería de Intel de 2002 por su proyecto de ciencias de la Tierra y el espacio. Asiste a la Escuela Secundaria Bedford-North Lawrence en Williams, Indiana, EE. UU.

## Características orbitales
Aaronritter orbita a una distancia media del Sol de 2,203 ua, pudiendo acercarse hasta 2,075 ua y alejarse hasta 2,331 ua. Tiene una excentricidad de 0,058 y una inclinación orbital de 3,517° grados. Emplea en completar una órbita alrededor del Sol 1194,17 días.

## Características físicas
Su magnitud absoluta es 14,63. Tiene 3,074 km de diámetro. Su albedo se estima en 0,356.